# Födő Sándor (Fodo)
Födő Sándor (Budapest, 1981. április 10. –) magyar zeneszerző, zenész, hangszerelő, hangmérnök, zenei producer. 

## Életpályája
Az Artisjus- és többszörös Fonogram-díjas, platina- és aranylemezes zeneszerző fiatal kora ellenére már zenészként (ütőhangszerek, dob, zongora, billentyűs hangszerek, harmonika, melodion, basszusgitár), hangmérnökként és zeneszerzőként is bizonyított. 2014-ben fejezte be Pápai Pici: Hátsó lépcső című filmjének zenéjének komponálását, és elkezdte írni Hegyi Györggyel (Emil!RuleZ) Bíró Eszter: Állati Zenés ABC-jének második lemezét. 2014 februárjában Zorán Budapest Arénabeli koncertjén szerepelt, illetve a 2014 őszén megjelent DVD-n, amelyen zeneszerzőként és zenészként is közreműködött. Hangszerelte és zenei rendezte Zsédenyi Adrienn (Zséda) 2013. decemberi, a MŰPÁ-ban megvalósult MR2 Akusztik koncertjét.
Pályafutása 15 évesen kezdődött Halász Judit és Bródy János koncertjein, mint zongorista és dobos, 19 évesen már Presser Gábor zenekarát erősítette, mint ütőhangszeres. 2008-ban debütált, mint filmzeneszerző, Pápai Pici „Kínai hó” és „Coming out” című kisfilmjeinek zenéjével. Különleges játékát például Charlie, az LGT, Ágens, Presser Gábor, Gerendás Péter, Marozsán Erika, Juhász Gábor, Oláh Tzumo Árpád, Fábián Juli zenekaraiban, jelenleg Halász Judit, Bródy János, Zséda, Bíró Eszter és Falusi Mariann és Herczku Ágnes & Nikola Parov koncertjein hallható. Szerzeményei és feldolgozásai hallhatóak több Halász Judit és Bíró Eszter, illetve Zorán, Zséda, Fábián Juli és Azuma Clan lemezen. Hangmérnöke többek között a 2010-ben megjelent Juhász Gábor, a Háy János hangoskönyv és Fábián Juli 2009 és 2010–ben megjelent lemezeinek. Bródy János Az Illés szekerén című stúdió- és koncertlemezének, illetve koncert DVD-jének zenei rendezője és hangszerelője, illetve Halász Judit egyik állandó zeneszerzője. Az általa komponált Állati Zenés ABC című album 2014-ben az év gyermekalbuma lett, és Fonogram díjat kapott.
Jelenleg színházi zenéket komponál (Credo – Szegedi Kortárs Balett, A gondnok – Radnóti Színház, Az analfabéta, Az ismeretlen, Kérem, én még nem játszottam – Rózsavölgyi Szalon), 2019 tavaszán jelent meg a Bíró Eszternek írt Időradír című legújabb, gyerekeknek szóló lemeze, TV csatorna arculathoz ír zenéket, illetve zenészként közreműködik többek között Szalóki Ági, Szirtes Edina Mókus, Bíró Eszter, Presser Gábor és Falusi Mariann, illetve Presser Gábor és Rúzsa Magdi turnéin.

## Diszkográfia

### Saját produkciók
- 2019: Bíró Eszter (énekesnő): Időradír (könyv és CD)- zeneszerző, hangszerelő, zenész (Móra / Miss Biro Publishing)
- 2016: Marozsán Erika: Nem dobban a szív (CD) – zeneszerző, hangszerelő, zenész (Fonó Budai Zeneház)
- 2015: Bíró Eszter: Állati Zenés ABC 2. (könyv és CD)- zeneszerző, hangszerelő, zenész (Alexandra Kiadó)
- 2015: Bíró Eszter: Állati Zenés ABC 1. (könyv és CD)- zeneszerző, hangszerelő, zenész (Alexandra Kiadó)
- 2013: Bíró Eszter: Állati Zenés ABC (könyv és CD)- zeneszerző, hangszerelő, zenész (Miss Biro Publishing)
- 2009: Bíró Eszter Quintet: Mikor lesz az már? (CD) – zeneszerző, hangszerelő, zenész (Miss Biro Publishing)
- 2008: Azuma Clan: Stealth (CD) – zeneszerző, hangszerelő, zenész (Miss Biro Publishing)
- 2007: Ezter: Ezter (CD) – zeneszerző, hangszerelő, zenész (Miss Biro Publishing)
- 2000: For a long time (szólólemez) – zeneszerző, hangszerelő, zenész (szerzői kiadás)

### Közreműködések
- 2019: Rúzsa Magdolna: Lélekcirkusz (CD) – zenész (MG Records Zrt.)
- 2016: Mókus és a Fabula Rasa – Vidróczki (CD) – zenész (Gryllus)
- 2017: Herczku Ágnes, Novák Péter, Lackfi János – Hangzó Helikon sorozat (CD) – zenész (Gryllus)
- 2014: Halász Judit: Kezdődhet a mulatság (CD) – zeneszerző, zenész, hangszerelő, hangmérnök (Universal Music)
- 2014: Herczku Ágnes: Bandázom (CD) – zenész (Fonó Records)
- 2013: Zorán: Egypár jóbarát (CD) zeneszerző, hangszerelő, zenész (Universal Music)
- 2013: Bódi László Cipő Emlékkoncert (CD) – zenész
- 2012: Zséda: Ötödik érzék (CD) – zenész (Warner / Magneoton)
- 2012: Fodo/Szirtes/Sárik: A világ összes kincse (könyv és CD) – zeneszerző, hangszerelő, hangmérnök (Csimota)
- 2012: Bródy János: Syma koncert (CD) – hangszerelő, zenész, hangmérnök
- 2011: Halász Judit: Apa, figyelj rám (CD) – zeneszerző, hangszerelő, zenész (Universal Music)
- 2011: Bródy János: Az Illés szekerén (CD) – hangszerelő, zenész, hangmérnök
- 2011: Falusi Mariann: Angels coming (CD) – zenész
- 2011: Oláh Tzumo Árpád: Freedom Live at… (CD) – zenész
- 2010: Háy János hangosk.: Szerelmes vers… (könyv és CD) – hangmérnök
- 2010: Fábián Juli & Sárik Péter: FeelHarmony (CD) – hangmérnök
- 2009: Halász Judit: Csiribiri (CD) – zenész
- 2009: Herczku Ágnes & Nikola Parov: Megéred még (CD) – zenész, zeneszerző (Tom-Tom Records)
- 2009: Fábián Juli Jazz Riff: Honey & Chili (CD) – zeneszerző, zenész, hangmérnök
- 2009: Juhász Gábor: 1978 (CD) – zenész, hangmérnök
- 2009: Tzumo Electronic Dreams (TED) II. (CD) – zenész
- 2007: Halász Judit: Szeresd a testvéred! (CD) – zeneszerző, hangszerelő, zenész
- 2007: Tzumo Electronic Dreams (TED) I. (CD) – zenész
- 2006: Martonosi György: Separate ways (CD) – hangszerelés, hangmérnök, zenész
- 2006: Presser Gábor: T12enkettő (CD) – zenész (BMG)
- 2006: Charlie: Másképp ugyanúgy (CD) – zenész
- 2006: Nikola Parov: Volt nékem szeretőm (CD) – zenész (Tom-Tom Records)
- 2005: Halász Judit: Hívd a nagymamát (CD) – zeneszerző, hangszerelő, zenész
- 2005: Kováts Kriszta: Kovátsműhely (CD) – zenész
- 2005: Schmidt Vera: Nézhetnélek (CD) – zenész
- 2005: Földvári Gergely: Süss fel nap! (CD) – zenész
- 2004: Jazzpresson: Few Minutes Dream (CD) – zenész
- 2004: Borlai Gergő: Sausage (CD) – zenész
- 2004: Egyszercsak: Megintcsak (CD) – zenész, zeneszerző
- 2003: Presser Gábor: Dalok régről és nemrégről (CD) – zenész
- 2003: Gerendás Péter: George Harrison emlékkoncert (CD) – zenész
- 2003: Jazzpression: Ways (CD) – zenész
- 2002: Charlie: Soul & Jazz (CD) – zenész
- 2002: Egyszercsak: Egyszercsak (CD) – zenész
- 2002: Egyszercsak: Az ördög nem alszik (maxi CD) – zenész
- 2002: Freeport: Funk Radio (CD) – zenész
- 2002: Kánaán: Találj rám (CD) – zenész
- 2001: Horgas Eszter: Hazafelé (CD) – zenész
- 2001: No Comment: Titkolt hangok… (CD) – zenész

## Filmek
- 2016: Kolping Hotel image film – zeneszerző, zenész
- 2015: A szomorú kacagány (TV film) – zeneszerző, zenész
- 2014: Birodalmi áldozatok – áldozatbirodalmak (dokumentumfilm) – zeneszerző, zenész
- 2014: Zorán: Egypár jóbarát (DVD) – zeneszerző, hangszerelő, zenész (Universal Music)
- 2014: Pápai Pici: Hátsó lépcső (kisfilm) – zeneszerző, hangszerelő, zenész
- 2012: Bródy János: Syma koncert (DVD) – zenei rendező, hangmérnök, zenész
- 2011: Pápai Pici: Kínai hó – zeneszerző, hangszerelő, zenész
- 2009: Poligamy (filmzene) – zenész
- 2009: Halász Judit: Csiribiri (DVD) – zenész
- 2008: Pápai Pici: Vallomás (kisfilm) – zeneszerző, zenész
- 2006: Pierrot: Retrospektív (DVD) – zenész (EMI / PrivateMoon Records)
- 2003: Presser Gábor: Dalok régről és nemrégről (DVD) – zenész

## Színház
- Szegedi Kortárs Balett – Credo (rendezte: Juronics Tamás) 2019. – zeneszerző
- Radnóti Színház: A gondnok (rendezte: Alföldi Róbert) 2019. – zeneszerző
- Rózsavölgyi Szalon: Kérem, én még nem játszottam (rendezte: Seres Tamás) 2018. – zeneszerző, zenész
- Rózsavölgyi Szalon: Az ismeretlen (rendezte: Császi Ádám) 2018. – zeneszerző
- Rózsavölgyi Szalon: Agota Kristof: Az analfabéta (rendezte: Galgóczy Judit) 2017. – zeneszerző, zenész
- Somnakaj – zenész
- Szegedi Kortárs Balett: Új világ – zenész
- Maladype társulat: Tojáséj – zenész
- Ágens és a Szent Efrém Férfikar – zenész
- Kováts Kriszta: A világ nagy színháza – zenész
- Recirquel: A meztelen bohóc – zenész az előadás hangfelvételén

## Egyéb produkciókban
- LGT
- Presser Gábor
- Rúzsa Magdi
- Frank London (Klezmatics)
- Szirtes Edina „Mókus“
- Marozsán Erika
- Falusi Mariann
- Bognár Szilvia
- Sebestyén Márta
- Szalóki Ági
- Lerch István
- Tolcsvay László
- Kolinda
- Másik János
- Jamie Winchester és Hrutka Róbert
- Képzelt riport egy popfesztiválról koncert-előadás Presser Gáborral
- Szabó Tamás
- Dafina (saját zenekar)
- Fodo (saját zenekar)

## Díjak
- 2019: Fonogram díj jelölés – Az év hazai gyermekalbuma (Bíró Eszter: Időradír c. albumával) – zeneszerző, hangszerelő, zenész
- 2015: Fonogram díj jelölés – Az év hazai gyermekalbuma (Bíró Eszter: Állati Zenés ABC 2. c. albumával) – zeneszerző, hangszerelő, zenész, zenei rendező
- 2014: Fonogram díj – Az év hazai gyermekalbuma (Bíró Eszter: Állati Zenés ABC c. albumával) – zeneszerző, hangszerelő, zenész, zenei rendező
- 2011: Artisjus Díj – a magyar zeneművészetben létrehozott kiemelkedő munkájáért